# Megaselia parviseta
Megaselia parviseta är en tvåvingeart som beskrevs av Borgmeier 1969. Megaselia parviseta ingår i släktet Megaselia och familjen puckelflugor. Inga underarter finns listade i Catalogue of Life.